# Galaxias gracilis
Galaxias gracilis — вид прісноводних корюшкоподібних риб родини Галаксієві (Galaxiidae). Вид є ендеміком Нової Зеландії. Зустрічається лише у річках на західному узбережжі Північного острова. Максимальна довжина тіла сягає 5,2 см.